# Ingénierie automobile

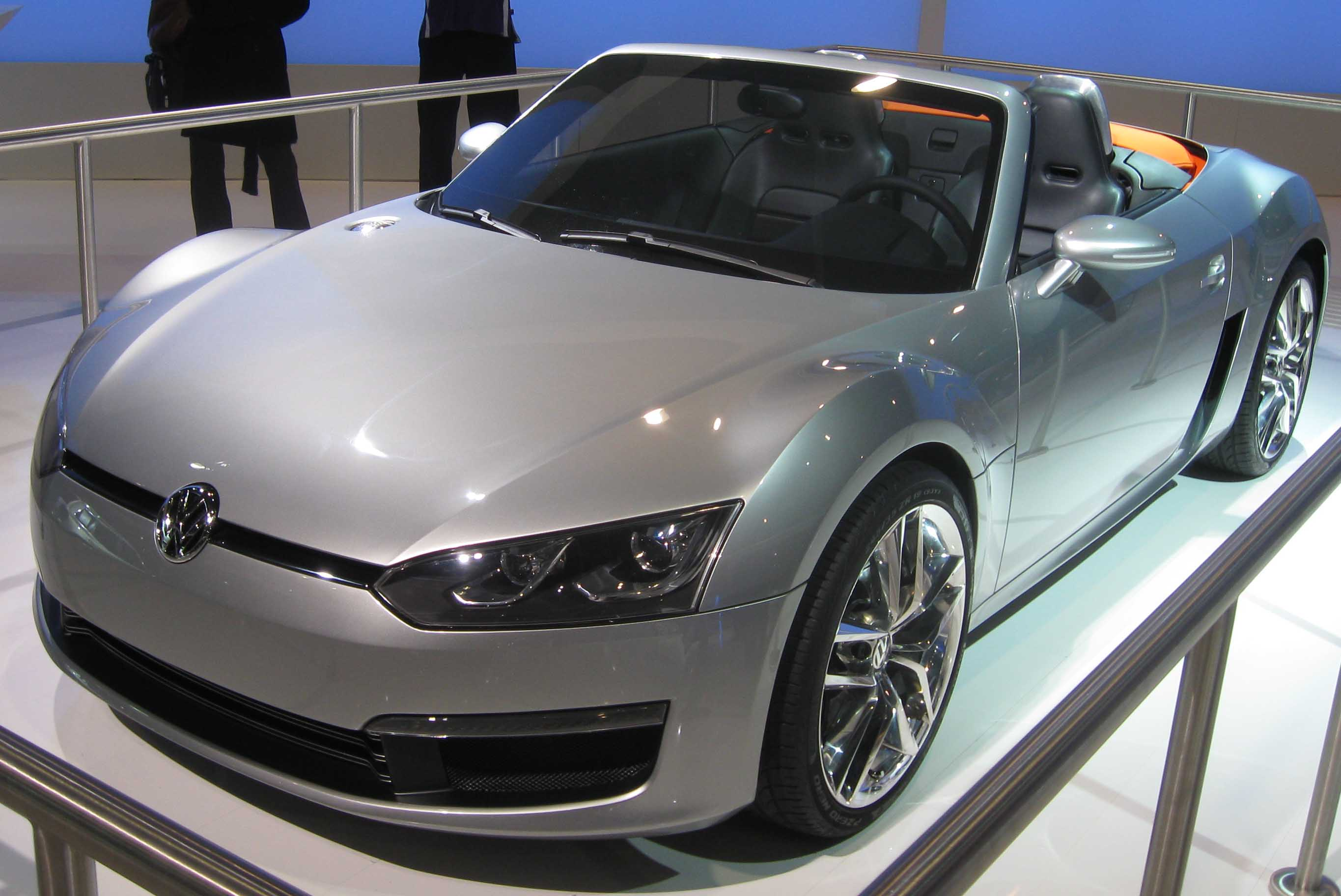
Ingénierie automobile: voiture concept de la Volkswagen.

L'ingénierie automobile est une branche de l'ingénierie mécanique spécialisée dans divers types de véhicules automobiles.
Elle comprend des éléments de base en sciences appliquées et ingénierie, des éléments d'ingénierie mécanique, électrique, électronique, informatique.
Elle a pour mission d'apporter des améliorations de sécurité et technique qui répondent aux évolutions technologiques afin d'augmenter la qualité, la compétitivité et la productivité dans l'industrie automobile.